# くれない族の反乱
『くれない族の反乱』（くれないぞくのはんらん）は、TBS系列の金曜ドラマ枠で放送されたテレビドラマ。放送期間は1984年4月6日から6月1日までの全9回、主演はこのドラマで金曜ドラマ初主演を務めた大原麗子。大原は1977年にこの枠で出演した『あにき』以来7年ぶりの出演。

## 概要
「…してくれない」という典型的な責任転嫁の主婦症候群『くれない族』（1984年の流行語大賞で流行語部門銀賞を獲得）をテーマに、「夫はかまってくれない、姑は理解してくれない、子どもは言うことを聞いてくれない」から始まって仕事に目覚める主婦の姿を描く。
のちに『うちの子にかぎって…』『パパはニュースキャスター』などで田村正和のコミカルさをひきだした八木康夫プロデューサーと田村が初めて組んだドラマ。それまで子供の使っていた「○○が××してくれない」という言葉が主婦層にまで浸透している実態を描いたものとして評価された。このドラマの反響は大きく放送開始当初から視聴率20%台を記録、夜の10時台では驚異的といわれた。
主題歌「もう一度」は竹内まりやが担当。1982年の結婚・出産後は活動を休止し作詞作曲家として活動していたが、この作品で自らも歌手として本格的に復帰した。

## あらすじ
白い一戸建ての家で暮らし、甲府市に単身赴任している夫も定期的に帰っては来るのだが、すぐに自分に手を上げる夫、気の合わない姑、言うことを聞いてくれない娘…と、専業主婦の中野和子は家庭に不満を抱いていた。
そういったこともあり、主婦の知人が外で働き始めたことに影響を受け、和子は派遣社員としてデパートの食品売り場で働き始める。慣れないことに当初は戸惑うことも多かったが、同僚の律子や和子に好意を寄せる社員の耕平などに囲まれ、今までとは異なる生活を楽しむ和子。そんななかで、上司の佐伯亮一と自然に惹かれ合っていく。

## キャスト
- 中野和子：大原麗子

- 広瀬耕平：神田正輝

- 三宅薫：賀来千香子
- 中野定子：千石規子

- マネキン紹介所長 太田：佐々木すみ江
- 佐伯暁子：永島暎子

- 原田みゆき：鷲尾真知子
- 南部史郎：土井正博

- 中野奈々：藤田亜里早（子役）
- 佐伯裕介：武藤積弘（子役）

- 寺田久美子：浅田美代子

- 中野博：加藤健一

- 南部直美：長島裕子
- 内田健一：栗田貫一

- スナックのマスター：椎谷建治
- タツオのママ：大井小町

- 男：斉藤晴彦
- 営業部長：渡部猛
- 工場長：西田昭市

- 課長：酒井郷博
- タツオ：黒沢大輔

- 真田五郎
- 相原巨典
- 山川弘乃
- 波戸崎徹
- 萩原流行
- 斎藤洋介
- その他：日本児童、芸プロ、劇団ひまわり
- マネキン指導：山田美都子
- 方言指導：西屋東

- 河村律子：由紀さおり

- 佐伯亮一：田村正和

## スタッフ
- 脚本：大久保昌一良、椋露地桂子
- 演出：大山勝美、佐藤虔一、和田旭
- プロデューサー：大山勝美、八木康夫
- 音楽：林哲司
- 技術：宮原博、安藤健治
- カメラ：藤田義昭
- カラー調整：安藤紘平
- 照明：高橋寛
- 音声：中嶋典之
- 美術制作：吉田信雄
- デザイン：清水袈裟寿
- 化粧：佐藤公子
- 音響効果：鈴木敏夫
- VTR編集：矢島和夫
- 協力：まちだ東急百貨店、東急フーズ
- 衣裳協力：(株)ALPHA CUBIC、renoma、(株)LANEROSSI、LIZA SALON
- 協力：緑山スタジオ
- 製作著作：TBS

## 主題歌
- 「もう一度」
- 作詞 作曲
- 唄：竹内まりや
- 編曲：山下達郎

## サブタイトル
| 話数 | 放送日       | サブタイトル         | 演出     |
| ---- | ------------ | -------------------- | -------- |
| 1    | 1984年4月6日 | ラブ・イズ・オーバー | 大山勝美 |
| 2    | 4月13日      | 夢芝居               | 佐藤虔一 |
| 3    | 4月20日      | 忘れていいの         | 和田旭   |
| 4    | 4月27日      | イエスタディ         | 佐藤虔一 |
| 5    | 5月4日       | 悲しい色やね         | 和田旭   |
| 6    | 5月11日      | 男と女               | 大山勝美 |
| 7    | 5月18日      | 時の過ぎゆくままに   | 佐藤虔一 |
| 8    | 5月25日      | 泣かせて             | 和田旭   |
| 9    | 6月1日       | もう一度             | 佐藤虔一 |